# Daisuke Takahashi (fotbollsspelare)
Daisuke Takahashi (高橋 大輔 Takahashi Daisuke?), född 18 september 1983 i Fukuoka prefektur, är en japansk före detta fotbollsspelare.
Takahashi började sin karriär 2006 i Oita Trinita. Med Oita Trinita vann han japanska ligacupen 2008. 2010 flyttade han till Cerezo Osaka. Han avslutade karriären 2012.